# Centralny Szpital Kliniczny im. prof. Kornela Gibińskiego w Katowicach
Centralny Szpital Kliniczny im. prof. Kornela Gibińskiego w Katowicach – samodzielny publiczny zakład opieki zdrowotnej znajdujący się w katowickiej dzielnicy Ligota-Panewniki przy ul. Medyków 14, szpital Śląskiego Uniwersytetu Medycznego.

## Historia
Decyzję o budowie zespołu klinicznego wraz z zakładami teorii medycyny w katowickiej Ligocie została podjęta przez Radę Ministrów na początku 1960. Akt erekcyjny wmurowano w październiku 1966. Autorem projektu był architekt mgr inż. J. Przygoda. Centralny Szpital Kliniczny utworzono 20 grudnia 1973. Pierwszego pacjenta przyjęto w sierpniu 1974. W 1998 szpital przekształcono w Samodzielny Publiczny Centralny Szpital Kliniczny Śląskiej Akademii Medycznej w Katowicach. Patronem szpitala został ogłoszony w 2006 prof. dr hab. n. med. Kornel Gibiński.
Ordynatorem oddziału neurologii jest prof. dr hab. n. med. Grzegorz Opala.
1 marca 2016 roku doszło do połączenia Centralnego Szpitala Klinicznego w Katowicach z Uniwersyteckim Centrum Okulistyki i Onkologii w Katowicach, w wyniku czego powstało Uniwersyteckie Centrum Kliniczne im. prof. Kornela Gibińskiego w Katowicach.

## Dyrektorzy CSK
W ponad trzydziestoletniej historii szpitala zarządzali nim:
- Zbigniew Kalina (1974-1980)
- Alojzy Kubek (1980-1982)
- Władysław Kubica (1982-1991)
- Jerzy Stasiak (1991-1997)
- Jerzy L. Kurkowski (1997-2003)
- Tomasz Romańczyk (2004-2005)
- Urszula Urbanowicz (2005-2007)
- Zbigniew Swoboda (2007-2009)
- Jacek Czapla (2009-2009)
- Andrzej Płazak (2009-2014)
- p.o. Dariusz Jorg (od 2014)

## Oddziały CSK
W szpitalu znajduje się czternaście oddziałów:
- Oddział gastroenterologii z pododdziałem hepatologii
- Oddział chorób wewnętrznych, autoimmunologicznych i metabolicznych
- Oddział chorób wewnętrznych i farmakologii klinicznej
- Oddział pneumonologii
- Oddział perinatologii i ginekologii
- Oddział ginekologii i położnictwa
- Oddział neonatologii
- Oddział neonatologii ginekologicznej
- Oddział neurologii (odcinek jednodniowej diagnostyki i leczenia)
- Oddział udarowy
- Oddział rehabilitacji neurologicznej
- Oddział neurochirurgii
- Oddział chirurgii przewodu pokarmowego
- Oddział anestezjologii i intensywnej terapii